# كارلوس برادلي
كارلوس برادلي (بالإنجليزية: Carlos Bradley)‏ هو لاعب كرة قدم أمريكية أمريكي، ولد في 27 أبريل 1960 في فيلادلفيا في الولايات المتحدة.